# The Resurrection Singers
The Resurrection Singers waren een in Nederland gevestigd koor met zangers van Surinaamse komaf.
The Resurrection Singers werden in 1986 geformeerd door Alfons Wielingen en bestond in het begin uit zeventien zangers die afkomstig waren uit The Stanvaste Singers. Het trad ook op als begeleidingskoor van andere artiesten, onder wie Solomon Burke, Mariah Carey, Céline Dion en Stevie Wonder.
In de eerste twintig jaar van hun bestaan bracht de groep twee muziek-cd's uit. Hun album Oh happy day stond in 1991 negen weken in de Nederlandse albumtop met nummer 32 als hoogste notering.